# Цилиндр (головной убор)
Цили́ндр (от нем. Zylinder) — европейский мужской головной убор, представляющий собой высокую шляпу с плоским верхом. Цилиндры в качестве повседневного головного убора знати, преимущественно (см. Евгений Онегин), были распространены на протяжении XIX века.

## История
Первый цилиндр был изготовлен торговцем шляпами Джоном Гетерингтоном в 1797 году, однако популярность цилиндры обрели только в 1820-м. Мужчины надевали цилиндры на торжества и на деловые встречи, были даже некоторые войска, носившие их; вскоре они стали повседневным атрибутом костюма средних классов в Европе и Америке. В те годы цилиндры изготовлялись разных фасонов с вариациями цвета, материала, формы. Например, высокий цилиндр, который всегда носил президент США Авраам Линкольн, позволял ему также помещать внутрь письма, финансовые бумаги, законопроекты и заметки. В 1823 году во Франции был изобретён шапокляк — складной цилиндр.
Первоначально цилиндры делались из бобрового фетра, дорогого и редкого материала, что приводило к их высокой цене и доступности только высшим слоям населения. Отсюда и возникла ассоциация цилиндров с богатством. При изготовлении фетра применялись препараты ртути, вызывавшие хроническое отравление шляпных мастеров, сопровождавшееся характерным слабоумием, откуда и пошло понятие «безумный шляпник».
В середине XIX века, в связи с практически полным истреблением бобров, шляпники перешли на другие методы производства. Цилиндры теперь делались из очень мягкого шёлкового плюша, наклеивавшегося на жёсткую основу из нескольких слоёв марли, проклеенной шеллаком. Швы, прикреплявшие верх и поля к тулье, скрывались под начёсом плюша. Характерный блеск цилиндр приобрёл именно в шёлковом варианте, шляпы из фетра не блестели. Более дешёвые версии цилиндра, которые часто носились почтальонами, трубочистами и полицейскими, обычно делались из войлока или клеёнки. Каркас шляп, носившихся для охоты и верховой езды, делался уже не из марли, а из прочного холста, и давал неплохую защиту голове.
В конце XIX века цилиндры стали выходить из моды, постепенно сменяясь на котелки, более удобные для городской жизни и массового производства (в отличие от них, цилиндры были ручной работой опытных шляпных мастеров). Из повседневного употребления цилиндры совершенно вышли после Первой мировой войны. В 1920—1930-е годы цилиндр надевали исключительно в торжественных случаях (званые вечера, общественные церемонии, похороны, свадьбы). Среди части крупной буржуазии и политиков Западной Европы цилиндры продолжали оставаться элементом туалета до конца 1930-х годов.
В настоящее время цилиндр используется лишь как дань традициям на различных мероприятиях (например, он обязателен при посещении скачек в королевские дни в английском Аскоте, а также является частью формы спортсмена в одном из конных видов спорта — выездке). Кроме того, он является частью костюма иллюзионистов (благодаря бесчисленному множеству вариантов фокуса с вытаскиванием чего-либо из шляпы).

## Цилиндр в пропаганде
В первой трети XX века цилиндр оставался элементом повседневной одежды лишь части высших классов и крупной буржуазии, однако именно благодаря этой особенности он стал предметом высмеивания для сатириков и непременным атрибутом типажа капиталиста в карикатуре. Социалистические плакаты и карикатуры использовали этот штамп вплоть до конца Холодной войны. В «Незнайке на Луне» (1964) Николай Носов всячески высмеивал богача-монополиста Скуперфильда за то, что тот носил цилиндр. Русские поэты-имажинисты Сергей Есенин и Анатолий Мариенгоф в 1920-е годы носили цилиндры именно благодаря его провокативной коннотации (как ранее делали футуристы во главе с Маяковским).
Цилиндр как символ капитализма можно увидеть в игре «Монополия», в мультфильме «Утиные истории» (Скрудж Макдак) и у образа Дяди Сэма.

## В масонстве
В масонских ложах Северной Америки цилиндры нередко ассоциируются с мастером ложи — вероятно, это вызвано тем, что среди членов ложи только ему доступна привилегия носить головной убор (не только цилиндр). В других странах, особенно в некоторых системах Германии, цилиндры носят все члены ложи.

## В иудаизме
В некоторых синагогах президент и почетные офицеры могут надевать цилиндр на Шаббат или на великие праздники. Обычай носить цилиндр возник в Англии XIX века, заменив парики и треуголки, и был широко распространён в Европе до Холокоста. Существует также ряд традиционных сефардских синагог, членам собраний которых разрешено носить головные уборы в особых случаях.

## В науке
В Финляндии и Швеции докторская шляпа-цилиндр является элементом академической одежды и аналогом квадратной академической шапочки.

## Галерея
- Мустафа Кемаль Ататюрк в цилиндре и фраке, 1925 г.
- Современный хип-хоп музыкант T-Pain в бело-синей полосатой шляпе на церемонии вручения наград Video Music Awards в 2008 году.
- Гитарист группы Guns N` Roses, Слэш использует фирменную шляпу цилиндр, уже ставшую частью его образа.
- Шляпная коробка
- Покупатель в цилиндре на изображении Пола Хенигера берлинского «Кафе Йости», 1890 год
- Серый цилиндр

Символ цилиндра в Юникоде — 🎩.